# Parnell Park
Le Parnell Park (en gaélique Páirc Parnell) est un stade de sports gaéliques situé dans la ville de Dublin, Leinster. Il a une capacité de 8 500 places.
Il porte le nom de Charles Stewart Parnell, homme politique nationaliste irlandais du XIXe siècle.
Parnell Park est le siège du comté de Dublin GAA. Les équipes de Football gaélique, de Camogie et de Hurling de Dublin y évoluent à domicile, principalement pour les rencontres de League en ce qui concerne l'équipe de football, car ses matchs de All-Ireland se jouent généralement à Croke Park.
Le stade est également le théâtre d'un nombre important de rencontres des championnats de football et de hurling du comté de Dublin.